# هيروشي اوكادا (سياسي)
هيروشي اوكادا (باليابانية: 岡田広 ) (و. 1947 – م) هو سياسي، من اليابان، ولد في ميتو، إيباراكي، هو عضوٌ في الحزب الليبرالي الديمقراطي الياباني.

## مناصب
تولى منصب عضو مجلس المستشارين.

## التعليم
تعلم في جامعة ريتسوميكان.